# Kanton Malzéville
Der Kanton Malzéville war von 1997 bis 2015 ein französischer Wahlkreis im Arrondissement Nancy, im Département Meurthe-et-Moselle und in der Region Lothringen; sein Hauptort war Malzéville.
Der Kanton Malzéville war 101,33 km² groß und hatte 22.127 Einwohner (Stand 2006).

Kantone im Département Meurthe-et-Moselle
Lage des Kantons Malzéville im Arrondissement Nancy

## Geschichte
Der Kanton Malzéville wurde durch Dekret vom 21. Februar 1997 aus Teilen der Kantone Nancy-Nord, Nancy-Est und Nancy-Sud gebildet.

## Gemeinden
Der Kanton bestand aus elf Gemeinden:
| Gemeinde              | Einwohner Jahr | Fläche km² | Bevölkerungsdichte | Code INSEE | Postleitzahl |
| --------------------- | -------------- | ---------- | ------------------ | ---------- | ------------ |
| Agincourt             | 440 (2013)     | 4,17       | 106 Einw./km²      | 54006      | 54770        |
| Amance                | 333 (2013)     | 13,5       | 25 Einw./km²       | 54012      | 54770        |
| Bouxières-aux-Chênes  | 1.429 (2013)   | 19,85      | 72 Einw./km²       | 54089      | 54770        |
| Bouxières-aux-Dames   | 4.120 (2013)   | 4,11       | 1002 Einw./km²     | 54090      | 54136        |
| Brin-sur-Seille       | 746 (2013)     | 11,71      | 64 Einw./km²       | 54100      | 54280        |
| Custines              | 2.831 (2013)   | 11,76      | 241 Einw./km²      | 54150      | 54670        |
| Dommartin-sous-Amance | 255 (2013)     | 4,03       | 63 Einw./km²       | 54168      | 54770        |
| Eulmont               | 980 (2013)     | 7,97       | 123 Einw./km²      | 54186      | 54690        |
| Laître-sous-Amance    | 388 (2013)     | 5,11       | 76 Einw./km²       | 54289      | 54770        |
| Lay-Saint-Christophe  | 2.531 (2013)   | 11,59      | 218 Einw./km²      | 54305      | 54690        |
| Malzéville            | 7.993 (2013)   | 7,53       | 1061 Einw./km²     | 54339      | 54220        |

## Bevölkerungsentwicklung
| 1962   | 1968   | 1975   | 1982   | 1990   | 1999   | 2006   | 2012   |
| ------ | ------ | ------ | ------ | ------ | ------ | ------ | ------ |
| 15.914 | 19.025 | 20.752 | 22.201 | 21.914 | 21.697 | 22.127 | 22.112 |